# Gvidas Gineitis
Gvidas Gineitis (Mažeikiai, 2004. április 15. –) litván válogatott labdarúgó, a Torino játékosa.

## Pályafutása

### Klubcsapatokban
A NFA Kaunas, az Atmosfera, a SPAL és a Torino korosztályos csapataiban nevelkedett. 2018. szeptember 12-én mutatkozott be a NFA Kaunas csapatában a felnőttek között a litván másodosztályban a Žalgiris B csapata ellen. 2019 márciusában az Atmosfera csapatába igazolt. Március 25-én debütált a Jonava csapata ellen 3–0-ra elvesztett bajnoki találkozón. Április 24-én megszerezte első gólját a Kėdainiai ellen a kupában. 2020 nyarán szerződtette az olasz SPAL, a felnőtt keret és az akadémia tagja is volt. 2022. január 31-én a Torino Demba Seck és Francesco Dell'Aquila társaságában szerződtette. Június 8-án profi szerződését kötött vele a klub három évre. 2023. február 10-én mutatkozott be az első csapatban az élvonalban az AC Milan ellen. Ezzel ő lett a 4. litván labdarúgó, aki az olasz élvonalban pályára lépett, előtte csak Tomas Danilevičiusnak, Marius Stankevičiusnak és Edgaras Dubickasnak sikerült. 2023 márciusában 2026. június 30-ig meghosszabbította szerződését a klubbal. 2024 márciusában további két évvel megújította szerződését a Torinóval. A 2023–24-es szezon során kontraktúra sérülés hátráltatta fejlődését.

### A válogatottban
Többszörös korosztályos válogatott. 2022 novemberében került először be a felnőtt válogatottba. November 16-án Izland ellen mutatkozott be csereként. Háromnappal később Észtország ellen már kezdőként lépett pályára a 2–0-ra elvesztett találkozón. 2024. november 15-én az UEFA Nemzetek Ligája C ligájában Ciprus ellen megszerezte első felnőtt válogatott gólját a 2–1-re elvesztett találkozón.

## Statisztika

### Válogatott
2024. november 18-án frissítve.
| Ország   | Évek     | Pályára lépések | Gólok |
| -------- | -------- | --------------- | ----- |
| Litvánia |          |                 |       |
| 2022     | 2        | 0               |       |
| 2023     | 10       | 0               |       |
| 2024     | 6        | 1               |       |
| Összesen | Összesen | 18              | 1     |

## Sikerei, díjai

### Egyéni
- Az év litván tehetsége: 2022[21][22]